# فرودگاه شهری بوومن
فرودگاه شهری بوومن (به انگلیسی: Bowman Municipal Airport) یک فرودگاه همگانی بهره‌برداری هوایی با کد یاتا BWM است که یک باند فرود آسفالت دارد و طول باند آن ۱۴۶۳ متر است. این فرودگاه در کشور ایالات متحده آمریکا قرار دارد و در ارتفاع ۹۰۲ متری از سطح دریا واقع شده‌است.